# Szabás
Szabás község Somogy vármegyében, a Nagyatádi járásban.

## Fekvése
Kaposvártól délnyugatra, Nagyatádtól északkeletre, a Nagybajom-Lábod közötti 6619-es út mentén, Kisbajom és Nagykorpád közt fekvő település.

## Története
Szabás nevét az 1332-1337 évi pápai tizedjegyzék említette először. Ekkor már népes település lehetett, mivel már egyháza is volt. Neve Zabas alakban 1395-ben is szerepelt. A tatárjárás idején a falu mellett vezetett a Szigetvárt Segesddel összekötő úgynevezett szenes út. 1395-ben a Batthyányak birtoka volt. 1403-ban Batthyány György fiai, László és Albert, hűtlenség miatt, birtokaikat elvesztették, amelyeket 1404-ben a Tapsonyi Anthimiek kapták meg, de 1405-ben ismét a Batthyányak ismét visszanyerték. 1536-ban Pekry Lajos és Gyulay István, 1550-ben Batthyány Ferencz és 1583-ban Batthyány Farkas volt a földesura.
1554-ben a török időkben alatt a török kincstári adólajstromban csak 7 házzal volt felvéve. 1598-1599-ben Istvánffy Miklós volt a birtokosa, 1726-ban, 1733-ban, 1757-ben és 1773-ban a Vasdinnyey és a báró Melczer család, majd a Dezséri Országh és leányágon előbb a Lidértejedi Nagy, majd a Tallián család birtokában volt, de a Vasdinnyey és a Dezséri Krizsanich családoknak is voltak itt részbirtokaik. A 17. század végén tűzvész pusztította a települést, majd a Rákóczi-szabadságharc után népesült be újra főként református vallású betelepülőkkel.
A 20. század elején báró Tallián Dénes és özvegy Somogyi Gyuláné volt itt a nagyobb birtokos. Báró Tallián Dénesnek régi kúriája és szép kastélya is volt itt. A kastélyt Tallián János építtette 1840 táján, ahol boldog családi életet élt, gyarapította birtokait és fejlesztette gazdaságát. A 20. század elején két téglagyár és egy gőzmalom adott a helybélieknek munkát.
A kastélyt a második világháború utáni államosítások után 1955-ig magtárként és terménytárolóként használták. Mára a múltból megmaradt építészeti emlékeket társadalmi és gyógyászati célra hasznosítják. A Tallián-kúriába költözött a községháza, a kastély szenvedélybetegek rehabilitációs intézeteként, míg a Fekete Aladár kastélyában a művelődési ház működik.
A Szent Kozma és Damján tiszteletére szentelt egyházat 1402-ben említik.
A községhez tartoznak: Bélaháza-, Dénesháza- és Jánosháza-puszták. A bélaházi-pusztai erdő egyik magasabb területén két körsáncz látható; tulajdonosa a 19. század végén báró vizeki és bélaházi Tallián Béla (1851–1921) politikus, valódi belső titkos tanácsos, Torontál vármegye alispánja, Somogy, Békés és Csongrád vármegyék főispánja.

## Közélete

### Polgármesterei
- 1990–1994: Ifj. Kiss Sándor (független)[3]
- 1994–1998: Kiss Miklósné (független)[4]
- 1998–2002: Kovács István (független)[5]
- 2002–2006: Kovács István (független)[6]
- 2006–2010: Nagy István Béla (Somogyért Egyesület)[7]
- 2010–2014: Nagy István Béla (Fidesz-KDNP)[8]
- 2014–2019: Sári Dénes (független)[9]
- 2019–2024: Sári Dénes (1956, független)[10]
- 2024– : Horváth Viktor ((Fidesz-KDNP)[1]

A településen a 2019. október 13-i önkormányzati választáson két jelölt indult teljesen azonos néven, ezért őket az illetékes szerv döntése alapján a születési évszámuk szerint különböztették meg a választási dokumentumokban. Igaz, hogy a polgármesteri posztért kettejük közül csak az idősebbik Sári Dénes indult (sikeresen), de képviselő-jelöltként ő és 1988-as születésű névrokona is elindult, sőt az egyéni listáról csak utóbbi szerzett mandátumot, előbbi az ott elért eredménye alapján kimaradt volna a testületből.

## Népesség
A település népességének változása:
| Lakosok száma | 597  | 598  | 622  | 601  | 609  | 599  | 575  |
|               | 2013 | 2014 | 2015 | 2021 | 2022 | 2023 | 2024 |

A 2011-es népszámlálás során a lakosok 93,5%-a magyarnak, 18,2% cigánynak, 0,3% németnek, 0,2% szlováknak mondta magát (6,3% nem nyilatkozott; a kettős identitások miatt a végösszeg nagyobb lehet 100%-nál). A vallási megoszlás a következő volt: római katolikus 66,6%, református 8,8%, görögkatolikus 0,2%, felekezet nélküli 7% (17,5% nem nyilatkozott).
2022-ben a lakosság 95,9%-a vallotta magát magyarnak, 13% cigánynak, 0,2% németnek, 0,2% románnak, 0,2% egyéb, nem hazai nemzetiségűnek (4,1% nem nyilatkozott; a kettős identitások miatt a végösszeg nagyobb lehet 100%-nál). Vallásuk szerint 37,9% volt római katolikus, 5,1% református, 0,2% görög katolikus, 0,8% egyéb keresztény, 8,4% egyéb katolikus, 13,6% felekezeten kívüli (34% nem válaszolt).

## Nevezetességei
- Tallián-kastély
- Tallián-kúria
- Fekete Aladár kastélya